# Кучајна (Кучево)
За тврђаву код Кучева погледајте Кучајна (тврђава).
Кучајна је насеље у Србији у општини Кучево у Браничевском округу. Према попису из 2022. било је 325 становника.
Овде се налази Кућа Вукашина Милошевића, као и акумулационо језеро. У широј околини насеља налази се и стара и разрушена војна касарна основана за потребе југословенске народне армије, тренутно се налази у власништву Војске Србије. Близу касарне се налази најлепше и најпознатије првомајско излетиште у околини, Платан. За време 1. маја овде се скупи и до две стотине људи, како младих, тако и породице са децом.

Овде се налази Запис Манојловића храст (Кучајна).

## Историја
Насеље Кучајна се први пут поминње средином I века нове ере када у долину реке Пека стижу Римљани. Са њиховим доласком почиње интензивна експлоатација и прерада руде у сливу Пека. Римски цар Хадријан је лично посетио рударско насеље Кучајна 128. године нове ере у којем је имао своје руднике злата. У Кучајни су такође постојале и ковачнице у којима је кован новац из времена овог цара са натписом Metalla Pincesia (печки метал).

## Демографија
У насељу Кучајна живи 387 пунолетних становника, а просечна старост становништва износи 43,3 година (42,1 код мушкараца и 44,4 код жена). У насељу има 121 домаћинство, а просечан број чланова по домаћинству је 3,87.
Ово насеље је великим делом насељено Србима (према попису из 2002. године), а у последња три пописа, примећен је пад у броју становника.
|  |

| Демографија | Демографија | Демографија |
| Година      | Становника  | Становника  |
| ----------- | ----------- | ----------- |
| 1948.       | 597         |             |
| 1953.       | 649         |             |
| 1961.       | 635         |             |
| 1971.       | 583         |             |
| 1981.       | 588         |             |
| 1991.       | 570         | 501         |
| 2002.       | 468         | 560         |
| 2011.       | 386         |             |

| Етнички састав према попису из 2002.‍ | Етнички састав према попису из 2002.‍ | Етнички састав према попису из 2002.‍ | Етнички састав према попису из 2002.‍ | Етнички састав према попису из 2002.‍ |
| ------------------------------------ | ------------------------------------ | ------------------------------------ | ------------------------------------ | ------------------------------------ |
|                                      |                                      |                                      |                                      |                                      |
| Срби                                 | Срби                                 |                                      | 465                                  | 99,35%                               |
| Румуни                               | Румуни                               |                                      | 1                                    | 0,21%                                |
| Власи                                | Власи                                |                                      | 1                                    | 0,21%                                |
| непознато                            | непознато                            |                                      | 1                                    | 0,21%                                |

| Година пописа     | 1948. | 1953. | 1961. | 1971. | 1981. | 1991. | 2002. |
| ----------------- | ----- | ----- | ----- | ----- | ----- | ----- | ----- |
| Број домаћинстава | 137   | 138   | 149   | 157   | 136   | 135   | 121   |

| Број чланова      | 1  | 2  | 3  | 4  | 5  | 6  | 7  | 8 | 9 | 10 и више | Просек |
| ----------------- | -- | -- | -- | -- | -- | -- | -- | - | - | --------- | ------ |
| Број домаћинстава | 22 | 24 | 11 | 15 | 13 | 19 | 12 | 4 | 0 | 1         | 3,87   |

| Пол    | Укупно | Неожењен/Неудата | Ожењен/Удата | Удовац/Удовица | Разведен/Разведена | Непознато |
| ------ | ------ | ---------------- | ------------ | -------------- | ------------------ | --------- |
| Мушки  | 200    | 41               | 132          | 16             | 11                 | 0         |
| Женски | 203    | 28               | 133          | 36             | 6                  | 0         |
| УКУПНО | 403    | 69               | 265          | 52             | 17                 | 0         |

| Пол    | Укупно                    | Пољопривреда, лов и шумарство | Рибарство                            | Вађење руде и камена | Прерађивачка индустрија       |
| ------ | ------------------------- | ----------------------------- | ------------------------------------ | -------------------- | ----------------------------- |
| Мушки  | 90                        | 23                            | 0                                    | 3                    | 30                            |
| Женски | 62                        | 13                            | 0                                    | 0                    | 22                            |
| УКУПНО | 152                       | 36                            | 0                                    | 3                    | 52                            |
| Пол    | Производња и снабдевање   | Грађевинарство                | Трговина                             | Хотели и ресторани   | Саобраћај, складиштење и везе |
| Мушки  | 2                         | 2                             | 16                                   | 2                    | 2                             |
| Женски | 0                         | 0                             | 17                                   | 2                    | 2                             |
| УКУПНО | 2                         | 2                             | 33                                   | 4                    | 4                             |
| Пол    | Финансијско посредовање   | Некретнине                    | Државна управа и одбрана             | Образовање           | Здравствени и социјални рад   |
| Мушки  | 0                         | 0                             | 3                                    | 0                    | 2                             |
| Женски | 1                         | 0                             | 0                                    | 3                    | 1                             |
| УКУПНО | 1                         | 0                             | 3                                    | 3                    | 3                             |
| Пол    | Остале услужне активности | Приватна домаћинства          | Екстериторијалне организације и тела | Непознато            | Непознато                     |
| Мушки  | 3                         | 0                             | 0                                    | 2                    | 2                             |
| Женски | 1                         | 0                             | 0                                    | 0                    | 0                             |
| УКУПНО | 4                         | 0                             | 0                                    | 2                    | 2                             |